# Jolien Roets
Jolien Marcella René Roets (Lokeren, 18 juni 1985) is een Belgisch radiopresentatrice, dj en als voice-over ook huisstem van VTM. Ze presenteert sinds 2010 op het Vlaamse radiostation Qmusic. Ze is er met Jan Thans, Maarten Vancoillie en Vincent Vangeel de meest ervaren stem.

## Studies
Jolien Roets behaalde een diploma vertaler Nederlands-Engels-Italiaans en volgde nadien een masteropleiding journalistiek, optie radio en televisie, aan de Erasmushogeschool Brussel. Roets studeerde af in 2009, waarna ze zich in maart 2010 aansloot bij de Q-academy, de radio-opleiding van Q-music. Ze mag worden gezien als het "eerste grote talent" dat door de toen recente Q-academy werd voortgebracht (Maarten Vancoillie en Vincent Vangeel kwamen over van een andere grote zender dan wel een lokale zender – Maarten Vancoillie verliet destijds Radio 2, Vincent Vangeel stapte van FM Brussel over naar de zender). Ook presentator en vlogger Jan Thans werkt al net zo lang voor de zender doch niet altijd als radiopresentator. In haar voetsporen traden sindsdien tientallen anderen en Roets was anno 2023 nog altijd werkzaam bij de zender.

## Carrière

### Radio
Jolien Roets startte in september 2010 als radiopresentatrice op het grote Q-music. Ze volgde Serge De Marre op als vaste stem van het avondprogramma van maandag tot donderdag tussen 20 en 23 uur. Vanaf december 2010 vormde ze daarnaast een vast trio met Rik Boey en Vincent Vangeel, dat instond voor de vervangingen van de toenmalige ochtendshow van Sven Ornelis en Kürt Rogiers en van het toenmalig avondprogramma van Wim Oosterlinck en Anke Buckinx. Vanaf februari 2011 combineerde ze dat alles ook met het vrijdagavondprogramma Que Pasa, dat ze presenteerde aan de zijde van Peter Verhoeven en Vincent Vangeel.
Vanaf september 2012 was Roets twee jaar lang de vaste presentatrice van het voormiddagprogramma tussen 10 en 12 uur op werkdagen. Daartoe stopte ze in juni 2012 met haar avondblok en in augustus 2012 met Que Pasa en de vervangformatie. Tussen september 2014 en juni 2015 vormde Roets een duo met Vincent Fierens. Samen verzorgden ze de weekendochtend tussen 7 en 10 uur. Met deze formatie stond ze wederom in voor de vervangingen tijdens de doordeweekse ochtend- en avondspits.
Van september 2015 tot mei 2018 presenteerde Roets iedere werkdag op het middaguur het verzoekprogramma Vrije Radio. Hierna besloot ze haar radio-activiteit terug te schroeven. Daartoe heeft ze sinds oktober 2018 enkel nog een vaste plaats op vrijdagavond en zondagavond, respectievelijk met Fierens & Roets en Weekend Special, gecombineerd met invalbeurten voor onder meer de avondspits. Ze verklaarde te hebben geleden onder een burn-out. "Ik had kortsluiting in mijn hoofd. Ik voelde mij niet gehoord, niet begrepen, ik kon gewoon niet meer denken. Het werd blanco in mijn hoofd. Toen ben ik op reis vertrokken naar Indonesië, en daar had ik een openbaring: alleen ik kan iets veranderen aan mijn eigen gemoedstoestand", aldus Roets.
Sinds september 2019 presenteert ze elke zaterdagavond het programma Hot-N-Fun.
Sinds 25 oktober 2021 was Roets één van de stemmen van de digitale radiozender Q-DOWNTOWN, een zender op DAB+ (maar sinds januari 2023 enkel online) die focust op R&B en hiphop. Ze was er tot eind juni 2022 elke weekdag te horen tussen 17 en 19 uur. Het programma Hot-N-Fun op Qmusic heet sindsdien ook Q-Downtown.

### Televisie
Roets was de vaste stem van tv-zender Vitaya. Sinds 2014 spreekt ze ook een aantal televisieprogramma's in voor VTM. Het ging daarbij onder meer al om The Taste en Familieraad in 2014 en om Valkuil en de Vlaamse versie van het dierenprogramma Expédition Pairi Daiza in 2015.
Sinds 2020 is Roets de vaste stem van VTM.

### Film
In 2018 vertolkte Roets als stemactrice het personage Shank in de Vlaamse versie van de animatiefilm Ralph Breaks The Internet.

### Muziek
In mei 2011 organiseerde Q-music met DJ-Idool een zangwedstrijd voor haar radiopresentatoren, als kwinkslag naar de toen op televisie lopende populaire talentenjacht Idool 2011. Roets werd hierbij door de luisteraars tot beste zangeres verkozen. Ze gaf heimelijk een gevolg aan deze overwinning door onder de schuilnaam August samen met Rik Boey en Vincent Vangeel een muzieksingle op te nemen, getiteld 'A new day', die in samenspraak met de muziekprogrammeur vanaf 4 juli van dat jaar meermaals per dag op de zender werd gedraaid, zonder dat hun andere collega's en de luisteraars wisten dat het om hen ging. De onthulling volgde een maand later, 4 augustus, in de televisietalkshow Villa Vanthilt op Eén, waarna het nummer nog wekenlang een populaire zomerhit bleef. Ter gelegenheid van de tiende verjaardag van Q-music, lanceerde August op 12 oktober 2011 nog een tweede single, 'Thanks to you', die het themalied voor de toenmalige festiviteiten werd.
Hoewel Roets ook ten tijde van August lovende kritieken kreeg, lijkt ze vooralsnog geen zangcarrière te ambiëren. In juni 2015 trad ze weer eenmalig op als zangeres op Q-music, toen ze in de ochtendshow Arne Vanhaecke verving in de wekelijkse rubriek waarbij samen met Born Crain een komische musicalmedley wordt gezongen.
Sinds 2017 is Roets onder de naam J.Roots actief als feest-dj.

## Persoonlijk leven
Roets was enkele jaren samen met radiomaker Rik Boey, die ze bij Qmusic leerde kennen. Sinds 2016 heeft ze een relatie met diskjockey Hakim Chatar. In april 2021 beviel ze van een zoon, Idris Mehdi Chatar.In maart 2023 beviel ze van een dochter.